# 왕상 (휴징)

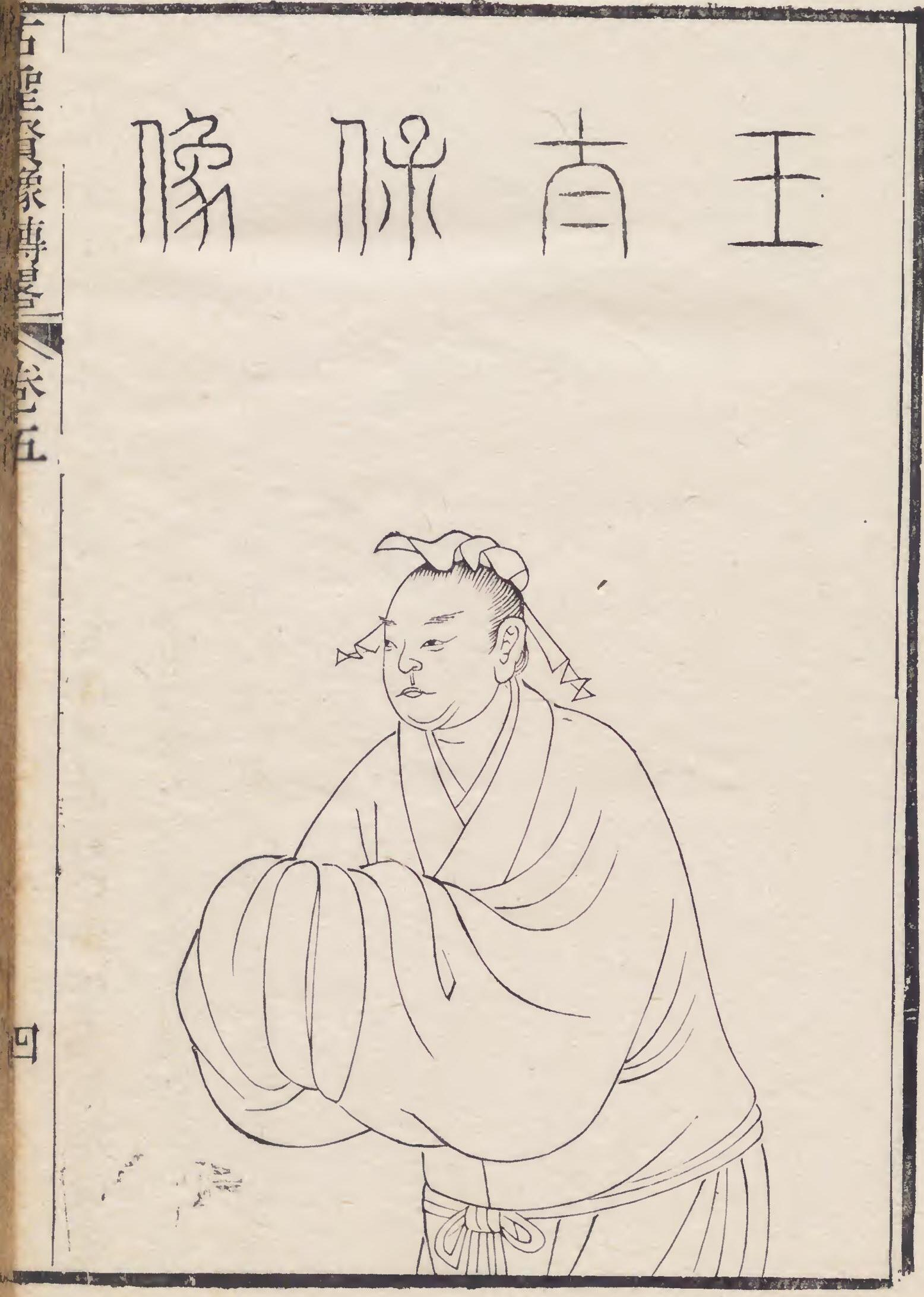
왕상

왕상(王祥, 184년 ~ 268년)은 중국 삼국 시대, 서진 시대의 관료로, 자는 휴징(休徵)이며 서주 낭야국 임기현 사람이다. 24효다.

## 행적
효성이 지극하여 계모 주씨가 자신을 사랑하지 않음에도 극진히 모셔, 많은 일화를 남겼다. 후한 말의 동란에, 백부 왕예가 손견에게 살해당했고, 그 유족은 여강으로 옮겼는데, 왕상도 어머니와 아우를 데리고 여강으로 옮겨 은거했다. 이후 주 · 군에서의 초빙을 수십년 간 거절하다가, 서주자사 여건에게 별가로 등용되었는데, 이것도 거절하다가 아우 왕람이 권하여 되었다. 여건은 주의 일을 모두 왕상에게 맡겼고, 사람들은 왕상을 칭송했다.
무재로 천거되어 온령(온현의 현령)이 되었고, 여러 번 승진하여 대사농이 되었다. 고귀향공이 즉위하고서 관내후에 봉해지고, 광록훈에 배령되었다. 또 사례교위로 옮겼다. 다시 태상으로 옮겨 만세정후에 봉해졌다.
서진 황조가 수립되고서는 태보가 되었으나 여러 차례 사직을 요청했고, 태시 5년(268년)에 죽었다.

## 친족 관계
- 왕음 (할아버지)
  - 왕의 (큰아버지)
  - 왕예 (큰아버지)
  - 왕전 (큰아버지)
  - 왕융 (아버지)
    - 왕상
      - 왕사 (아들)
      - 왕하 (아들)
      - 왕복 (아들)
      - 왕열 (아들)
      - 왕분 (아들)

  - 주씨 (계모)
    - 왕람 (이복 아우)

  - 왕웅 (종씨)

## 같이 보기
- 삼국지 인물 목록